# Louis Amade
Pour les articles homonymes, voir Amade.
Louis Amade, né le 13 janvier 1915 à Ille-sur-Têt (Pyrénées-Orientales) et mort le 4 octobre 1992 à Paris 4e, est un haut fonctionnaire, préfet hors cadre, poète et parolier.

## Biographie
D'origine catalane, licencié ès lettres et en droit, diplômé d'études criminelles, de médecine légale et de médecine mentale, Louis Amade commence une carrière de fonctionnaire en devenant attaché au cabinet du préfet de l'Hérault en 1937. Sous-préfet du Vigan en 1940, il est alors le plus jeune des sous-préfets français. En 1942, il est chef de cabinet du Préfet de l'Isère. Selon l'historien Tal Bruttmann, Louis Amade détenait à ce titre « la haute main sur toutes les décisions » concernant « les affaires juives » dans son département. C'est lui, qui selon Michel Fugain, fait libérer son père, militant communiste, du Fort Barraux. 
En 1947, Louis Amade est chef de cabinet du secrétaire général de la Préfecture de police. 
En 1952, il est directeur de cabinet du préfet de Seine-et-Oise. Il est nommé directeur adjoint du cabinet du Préfet de police en 1955. En 1958, il est nommé préfet, conseiller technique auprès du Préfet de police, poste qu'il occupera jusqu'à sa retraite, en 1979.
Louis Amade a été l'un des paroliers d'Édith Piaf. Celle-ci lui présente le jeune Gilbert Bécaud en 1952. Immédiatement, ils travaillent ensemble et proposent Les Croix à Edith Piaf, qui l'enregistre en 1953. Louis Amade devient le mentor de Bécaud et le pousse à chanter. Il devient l'un des principaux paroliers de Bécaud, écrivant les paroles de beaucoup de ses plus grands succès, notamment les paroles de L'important c'est la rose, une partie des textes de L'Opéra d'Aran ou le poème L'Enfant à l'étoile, dont Bécaud fait une cantate,. Il remet à l'artiste la Légion d'honneur sur la scène de l'Olympia en 1974.
Comme poète, il reçoit plusieurs prix de l'Académie française, dont le prix Broquette-Gonin en 1973, 1975 et 1979, le prix d'Académie en 1986 pour l'ensemble de son œuvre poétique, et la Grande médaille de la chanson française en 1990.
Il meurt le 4 octobre 1992 à Paris dans le 4e arrondissement. Après une cérémonie d'obsèques en la cathédrale Notre-Dame de Paris, il est inhumé au cimetière d'Ille-sur-Têt, sa ville natale.
Il était commandeur de la Légion d'honneur, commandeur de l'Ordre national du Mérite ainsi que des Arts et des lettres, également Croix de guerre 1939-1945, médaille de la Résistance française et Croix du combattant volontaire,.

## Distinctions
- Commandeur de la Légion d'honneur
- Commandeur de l'ordre national du Mérite
- Commandeur de l'ordre des Arts et des Lettres — chevalier en 1959[18]
- Croix de guerre 1939–1945
- Médaille de la Résistance française
- Croix du combattant

## Œuvres

### Romans
- La Ferme aux genêts, Ed. Le Hublot, 1945.
- L'Escale avant le jour, Ed. Chantal, 1946.
- Fontargente, Ed. Ferenczi, 1948.
- Passez votre chemin, Ed. Ferenczi, 1951.
- Pardonnez-leur, Ed. Ferenczi, 1953.

Ces deux derniers romans ont été réédités en 1991 et 1992 et sont diffusés par l'Association des Amis de Louis Amade, Paris.

### Contes et nouvelles
- Vingt ans… bonnes vacances, Ed. Chantal, 1946.
- Fortunio, conte illustré par Joseph Alfonsi. Ouvrage à tirage limité, édité en 1992 par l'Association en hommage au poète. Comporte le manuscrit, la biographie, la bibliographie de Louis Amade. Il est préfacé par Gilbert Bécaud.

### Ouvrages autobiographiques
- Il faut me croire sur parole, Ed. Julliard, 1973.
- Vous nous chanterez bien quelque chose, Ed. Julliard, 1976.
- Et ce sera ta passion de vivre, Amade raconte Bécaud, Hachette/RTL, 1982.

### Ouvrages d'art
- Le Zodiaque, poèmes, lithographies de Peynet, Ed. des Maîtres contemporains, 1979.
- Les Vieux métiers, Ed. D'Art de Lutèce, 1983.

### Recueils de poèmes
- Septimanie de Novembre et Noël en Septimanie : tirages à part de la revue d'art SEPTIMANIE, Noël 1938 - Nouvel an 1939.
- Soir bleu : Tirage à part de la revue d'art SEPTIMANIE, 1939.
- Tempête étoilée, Ed. Artaud, 1942.
- Le Diable se noie le vendredi, Ed. Lachèvre, 1949.
- Le Père Noël des wagons lits, Ed. Ferenczi, 1952.
- Chef-lieu la Terre, Seghers, 1959.
- L'Éternité + un jour, Seghers, 1966.
- Les Métairies lointaines, Seghers, 1969.
- Cent mille ans d'étoiles, Seghers, 1972.
- Les Elohim ou la Quatrième dimension, Seghers, 1976.
- Rajuste ta couronne et pars Coquelicot, Seghers, 1979.
- Les quatre saisons, Poèmes, Ed. D'Art de Lutèce, 1980.
- L'Enfant sur l'épaule, Seghers, 1981.
- Moi, je passais, Seghers, 1984 (Grand Prix Alfred de Vigny).
- Les Chevaux blancs de Salamanque, Seghers, 1986.
- La sagesse de porcelaine, Seghers, 1988.
- La sainte fragilité de l'Arlequin, Seghers, 1990.
- On peut mourir pour un sourire, Seghers, 1991.
- Prends ton manteau d'étoiles, Poèmes inédits. Ouvrage posthume édité par la Galerie LE SUD / Association des Amis de Louis Amade, Paris, 2000.

### Théâtre
- Déportés : pièce en un acte. Éditions Pierre Farré, 1946.

### Poèmes mis en musique
- 1988, album : L'immensité de vivre, studio EGP, en collaboration avec Jean-Edouard (direction artistique et musique), Gilbert Bécaud (musique), Laurent Jérôme (musique) et Georges Locatelli (musique).

### Compositions de Gilbert Bécaud
- 1952 : Les Croix
- 1953 : C'était mon ami
- 1953 : La Ballade des baladins
- 1955 : Pauvre pêcheur[19]
- 1956 : La Corrida
- 1957 : Les Marchés de Provence
- 1959 : Pilou pilou hé (repris par Dalida)
- 1960 : L'Absent (repris par Jean-Claude Pascal)
- 1962 : L'Opéra d'Aran
- 1964 : T'es venu de loin
- 1965 : Quand il est mort le poète
- 1967 : L'important c'est la rose
- 1981 : Je ne fais que passer

### Compositions de Charles Dumont
- Inconnu excepté de Dieu
- Cinq minutes qui viennent

## L'Association des Amis de Louis Amade

### Activités
Créée moins de trois ans après la disparition de Louis Amade, elle est destinée à « protéger, transmettre et faire connaître son œuvre ». Elle gère le Prix de Poésie Louis Amade destiné à faciliter la publication du premier ouvrage d'un poète. Ce prix était distribué annuellement par l'ancien président du jury Pierre Delanoë en compagnie de Georges Moustaki. L'association publie "Présence", un bulletin trimestriel.

### Le rosier 'Souvenir de Louis Amade'

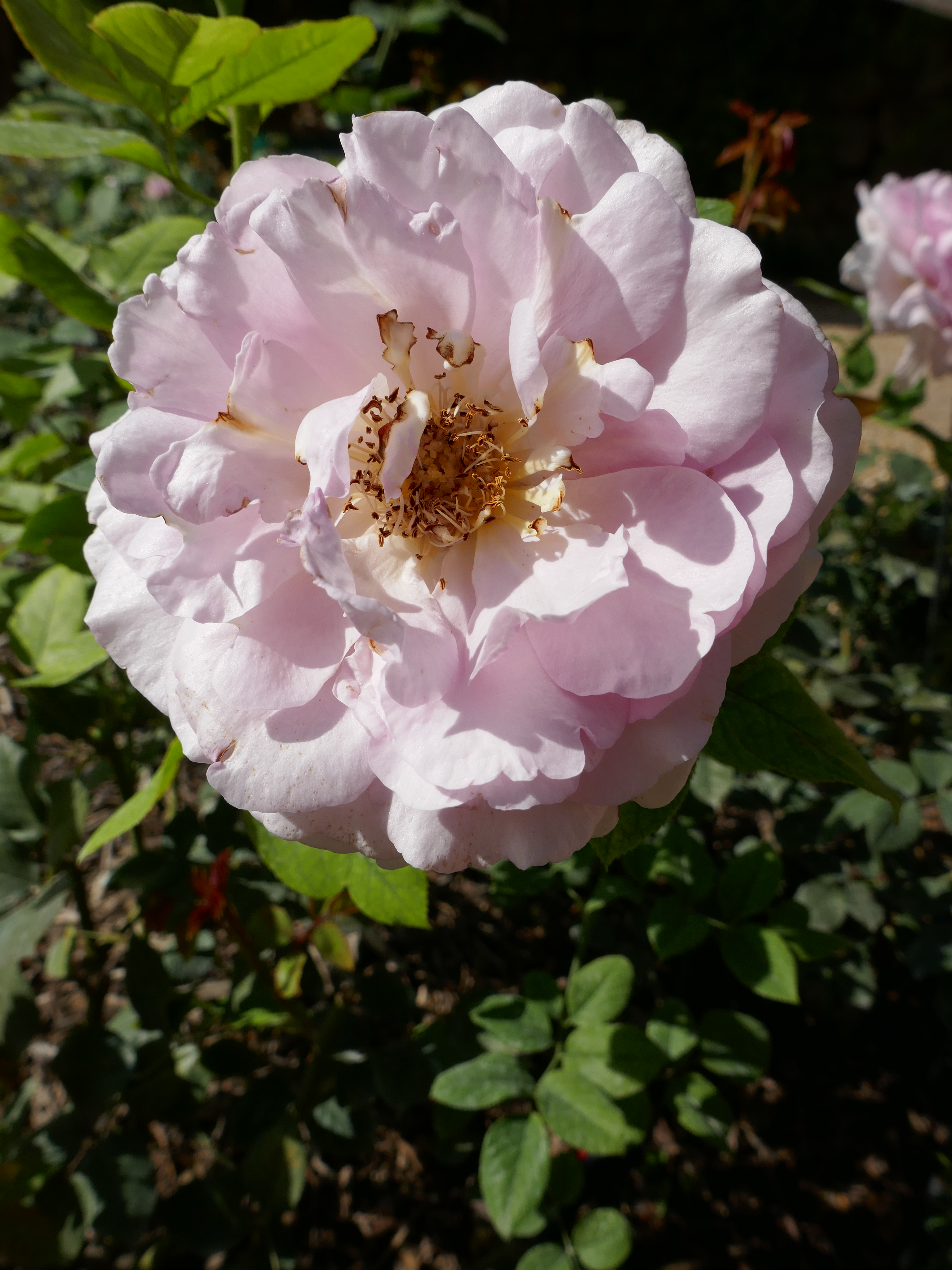
'Souvenir de Louis Amade' à l'abbaye de Fontfroide.

'Souvenir de Louis Amade' est une création du rosiériste Georges Delbard faite à la demande de l'Association des Amis de Louis Amade en souvenir de la chanson mise en parole par Louis Amade L'important c'est la rose (1967) chantée par Gilbert Bécaud. Il s'agit d'un rosier buisson à grandes fleurs parfumées roses, faisant partie de la collection "les souvenirs d'amour parfumés". Elle a été baptisée le dimanche 5 juin 2005 en la présence de sa marraine Annie Cordy dans la Roseraie du Val-de-Marne située à L'Haÿ-les-Roses. 180 rosiers 'Souvenir de Louis Amade' ont été plantés en l'an 2000 dans la Roseraie de l'Abbaye Sainte-Marie de Fontfroide.